# Lobosocytheropteron
Lobosocytheropteron is een geslacht van kreeftachtigen uit de klasse van de Ostracoda (mosselkreeftjes).

## Soorten
- Lobosocytheropteron altatensis (Swain, 1967)
- Lobosocytheropteron antarcticum (Chapman, 1916)
- Lobosocytheropteron bartolomense Ishizaki & Gunther, 1974
- Lobosocytheropteron biplanospinosum Huang & Gou in Gou, Zheng & Huang, 1983 †
- Lobosocytheropteron donghaisensis (Zhao, 1988)
- Lobosocytheropteron higashikawai (Ishizaki, 1981)
- Lobosocytheropteron jutzui Hu & Tao, 2008
- Lobosocytheropteron pectinatum Gou & Huang in Gou, Zheng & Huang, 1983 †
- Lobosocytheropteron perlasense Ishizaki & Gunther, 1974
- Lobosocytheropteron pinasensis Ishizaki & Günther, 1974
- Lobosocytheropteron sinense Hao (Yi-Chun) in Ruan & Hao (Yi-Chun), 1988
- Lobosocytheropteron spiculiforme Hao (Yi-Chun) in Ruan & Hao (Yi-Chun), 1988
- Lobosocytheropteron undulatum Ruan in Zeng, Ruan, Xu, Sun & Su, 1988